# 鹿児島県立中種子高等学校
鹿児島県立中種子高等学校（かごしまけんりつなかたねこうとうがっこう, Kagoshima Prefectural Nakatane High School）は、鹿児島県熊毛郡中種子町野間にあった公立の高等学校。
2010年（平成22年）3月末に閉校し、校舎と校地は新設の鹿児島県立種子島中央高等学校（2008年（平成20年）4月設立）に移管された。

## 概要
歴史
1948年（昭和23年）に中種子町立の「鹿児島県中種子高等学校」として発足。1950年（昭和25年）に県立移管、1956年（昭和31年）に「鹿児島県立中種子高等学校」に改称。設立当初は課程としては全日制・定時制、学科としては普通科・農業科・家庭科（後に家政科）を有していたが、1973年（昭和48年）に全日制課程の普通科と商業科のみとなった。商業科は1993年（平成5年）に情報処理科に改編された。鹿児島県立南種子高等学校との統合により、「鹿児島県立種子島中央高等学校」が新設されることになり、2008年（平成20年）に生徒募集を停止し、2010年（平成22年）3月末に閉校した。
設置課程・学科
全日制課程 2学科
- 普通科　
- 情報処理科

校訓
「立志・精進・敬愛・誠実」
教育目標
「知・徳・体」の調和のとれた人間形成をめざし、社会の福祉に寄与するための資質と能力を備えた有為な人材を育成。
校章
校地の一角にあったメキシコ原産の熱帯果樹アボカドの葉を背景にして中央に「高」の文字を置く。
校歌
1952年（昭和27年）に制定。作詞は城之下初男、作曲は久木原定助による。歌詞は3番まであり、各番に校名の「中種子高校」が登場する。
主な生徒の出身中学校及び通学区域
中種子町（中種子中学校）を中心に、南種子町（南種子中出身者）など。

## 沿革
- 1948年（昭和23年）
  - 3月1日 - 中種子町立の「鹿児島県中種子高等学校」として設立が認可される、全日制課程普通科と定時制農業科、別科家庭科を設置。
  - 4月26日 - 開校式及び入学式を挙行。
- 1950年（昭和25年）4月1日 - 全日制普通課程を県立移管（名称はそのまま）。
  - 定時制課程を（町立）「鹿児島県中種子高等学校併設高等学校」とする。
- 1952年（昭和27年）- 校歌を制定。
- 1956年（昭和31年）4月1日 - 全日制普通課程を「鹿児島県立中種子高等学校」と改称（県の後に「立」を加える）。別科家庭課程を本科前期家庭課程に変更。
- 1960年（昭和35年）2月5日 - 定時制（農業課程・家庭課程）を県立移管（町立の併設高等学校を廃止）。
- 1962年（昭和37年）4月1日 - 定時制農業課程の募集を停止し、全日制農業課程畜産科を設置。
- 1963年（昭和38年）4月1日 - 定時制家庭課程の募集を停止し、全日制商業課程商業科を設置。
- 1966年（昭和41年）3月31日 - 定時制を廃止。全日制課程のみとなる。
- 1971年（昭和46年）4月1日　- 畜産科の募集を停止。
- 1973年（昭和48年）3月31日 - 畜産科を廃止。普通科と商業科のみとなる。
- 1993年（平成5年）4月1日　- 商業科を情報処理科に改編。
- 1995年（平成7年）3月31日 - 商業科を廃止。
- 1998年（平成10年）10月31日 - 創立50周年記念式典を挙行。
- 2007年（平成19年）3月3日 - 本校が舞台となったアニメーション映画『秒速5センチメートル』が全国上映開始（第二話「コスモナウト」が該当）。
- 2008年（平成20年）
  - 4月1日 - 新設の「鹿児島県立種子島中央高等学校」が併設される。
    - 校門には両校名を併記。
    - 中種子高等学校としての生徒募集を停止。2007年（平成19年）4月入学生が卒業するまで中種子高等学校は存続。
    - 大和バスによるスクールバスの運行を開始。
- 2010年（平成22年）
  - 3月2日 -　第60回卒業式と閉校式を挙行。
  - 3月31日 - 閉校。校地と校舎がすべて鹿児島県立種子島中央高等学校に移管される。

## 部活動
全国初のサーフィン部が創設された。

## 舞台となった作品
- 秒速5センチメートル